# Красильщикова Олена Олександрівна
Олена Олександрівна Красильщикова (нар. 7 липня 1911, Санкт-Петербург — пом. 25 травня 1985, Москва
) — радянський вчений в галузі математики та механіки. Одна з перших в Радянському Союзі жінок — докторів наук з механіки.

## Біографія
Походила з роду російських підприємців Красильщиковых. Народилася 1911 року в сім'ї вчителів, батько — Олександр Іванович (1881—1942) викладав математику, відзначився тим, що програв належні йому акції родового підприємства в казино Монако і революцію 1917 року зустрів як пролетар.
Мама — Елеонора Олександрівна (уродж. Хартман, 1882—1973) — викладала географію.
Дитинство Олена провела в селі Курово Овсищенської волості Вишнє-Волоцького повіту Тверської губернії, де батьки вчителювали. З 1927 року сім'я жила у власному будинку в Кунцево під Москвою (не зберігся).
У 1929 році закінчила середню школу. Працювала секретарем в Авіатресті, рік — кореспондентом Глававіапрому (1931), техніком в Авіамоторному тресті, потім — шофером в Мосавтотрансі.
За направленням заводу № 1 імені Авіахіму, де також працювала шофером, у 1935 році вступила до Московського авіаційного інституту. З 1937 року одночасно навчалася на заочному відділенні механіко-математичного факультету Московського університету. Закінчивши чотири курси літакобудівного факультету МАІ (1940), перевелася до МДУ. Серед однокурсників вважалася елітарною студенткою. Навчилася літати на планерах і літаках. Займалася гімнастикою і альпінізмом.
Закінчила механіко-математичний факультет МДУ (1941, з відзнакою). Учениця Леоніда Сєдова.
Під час німецько-радянської війни викладала у школі № 37 міста Кунцево. Здавала кров, почесний донор СРСР (1959).
В 1943 році вступила до аспірантури НДІ механіки МДУ, яку закінчила в 1946 році. Кандидат фізико-математичних наук (1946), тема дисертації «Збурений рух повітря при вібраціях крила, що рухається з надзвуковою швидкістю».
У 1945—1948 роках викладала в Московському механічному інституті, асистент, доцент. У 1948—1949 — доцент МДУ. З 1947 по 1950 рік навчалася в докторантурі Математичного інституту АН СРСР. Доктор фізико-математичних наук (1951), тема дисертації «Рух тонкого крила з надзвуковою швидкістю».
З 1951 року працювала в Інституті механіки АН СРСР, старший науковий співробітник, з 1965 року — старший науковий співробітник в Інституті проблем механіки АН СРСР. З 1978 року на пенсії.
Основні праці присвячені математичним методам у гідромеханіці, теорії крила. Вперше в СРСР досліджувала задачу про рух вібруючого крила з надзвуковою швидкістю (1947). У 1954 році результати Олени Красильщикової були відзначені Теодором фон Карманом на Міжнародному конгресі з теоретичної та прикладної механіки в Брюсселі.
Увійшла до початкового складу Національного комітету СРСР з теоретичної і прикладної механіки (1956).
Захоплювалася подорожами, дійсний член Географічного товариства СРСР.
Похована на Хованському кладовищі.

## Нагороди
- Премія імені М. Є. Жуковського (1947), зі срібною медаллю.